# Escuela Superior de Conservación y Restauración de Bienes Culturales
La Escuela Superior de Conservación y Restauración de Bienes Culturales ESCRBC, sita en Madrid, es un centro de formación en enseñanzas artísticas superiores que imparte Grado en Conservación y Restauración de Bienes Culturales y Master de especialización. Con sede en la calle Guillermo Rolland, junto al Palacio Real, en la Casa de las Rejas, depende de la Consejería de Educación, Universidades y Ciencia de la Comunidad de Madrid, 

## Historia
Los orígenes de la institución, pionera en el campo de la conservación–restauración en España, se encuentran en el antiguo Instituto Central de Restauración y Conservación de Obras y Objetos de Arte, Arqueología y Etnología (actual Instituto del Patrimonio Cultural de España IPCE) creado en 1961, del que se desgajó en 1977 al pasar a depender del Ministerio de Educación (y ya no del Ministerio de Cultura, como había venido ocurriendo hasta entonces). No tuvo una sede fija hasta 1980, momento en el que se trasladó a la Casa de las Rejas, un palacio barroco del siglo XVII.